# Čchen I
Čchen I (zjednodušená čínština: 陈毅, pīnyīn: Chén Yì) (26. srpna 1901 – 6. ledna 1972) byl čínský komunistický maršál a politik. V letech 1949–1958 byl primátorem Šanghaje a od roku 1958 do své smrti zastával funkci ministra zahraničí Čínské lidové republiky.

## Život
Čchen I se narodil v okrese Le-č’ provincie S’-čchuan do úřednické rodiny. Navzdory postavení jeho otce, byla finanční situace jeho rodiny po roce 1912 špatná. Čchen I i přes to byl přijat do odborné školy v Čcheng-tu, kde získal své vzdělání a také se stal útočníkem fotbalového týmu. V roce 1918 se kvalifikoval do kombinovaného pracovně studijního programu organizovaného ve Francii.
Roku 1922 se vrátil do S’-čchuanu a následující rok odešel do Pekingu, kde se přidal jak ke komunistické straně, tak ke Kuomintangu. Místo zapojení do politiky se však až do roku 1925 věnoval studiu na univerzitě. V roce 1925 vstoupil na vojenskou akademii v Kantonu. Roku 1927 se účastnil Nančchangského povstání. Po povstání se s ostatními přeživšími uchýlil do provincie Ťiang-si, kde se přeskupili pod vedením Ču Teho a Čchen I se v tomto přeskupení stal politickým komisařem.
Roku 1941 byl jmenován zastupujícím velitelem Nové čtvrté armády s Liou Šao-čchim působícím jako politický komisař.
Po založení Čínské lidové republiky se stal starostou Šanghaje. Na tomto postu působil i v roce 1954, kdy byl jmenován místopředsedou Státní rady a místopředsedou Státního výboru obrany. Následující rok byl povýšen na maršála a v roce 1958 vystřídal Čou En-laje ve funkci ministra zahraničí. Během Kulturní revoluce byl kritizován a vystaven perzekuci Rudými gardami, což vedlo k tomu, že nemohl vykonávat funkci ministra zahraničí. Nikdy však této funkce nebyl zbaven, povinnosti za něho vykonával Čou En-laj.
Mezi lety 1956-1967 byl členem 8. politbyra KSČ. Nebyl však už zvolen roku 1969 do 9. politbyra KSČ, ačkoliv byl téhož roku zvolen do Ústředního výboru KSČ.
Čchen I zemřel na rakovinu v roce 1972 ve věku 70 let. Jeho pohřbu se účastnil Mao Ce-tung i Čou En-laj.